# Edmund Ballhaus
Edmund Ballhaus (* 4. März 1954 in Echte) ist ein deutscher Kulturwissenschaftler, Filmemacher und Sachbuchautor.

## Leben
Ballhaus promovierte 1984 zum Dr. phil. Das Thema seiner Dissertation war die Dorfentwicklung im Spiegel der Fotografie, die einiges Aufsehen erregte. Sie wurde mit zwei bedeutenden Preisen ausgezeichnet, und zwar dem Kodak-Fotobuch-Preis 1985 und dem internationalen Pitre Marino Preis 1986. Ballhaus war von 1986 bis 1989 wissenschaftlicher Referent am Institut für den Wissenschaftlichen Film Göttingen. In dieser Zeit erstellte er einige Filme für den Hochschulunterricht im deutschsprachigen Raum. Von 1989 bis 2009 war er als Akademischer Rat am Seminar für Volkskunde der Universität Göttingen tätig und initiierte dort den Studienschwerpunkt Visuelle Anthropologie. Er gründete 1990 die Gesellschaft für den kulturwissenschaftlichen Film und war Vorsitzender der Filmkommission in der Deutschen Gesellschaft für Volkskunde. Weiterhin war er Mitglied der Volkskundlichen Kommission für Niedersachsen und von 1998 bis 2002 deren Vorsitzender.
Als kulturwissenschaftlicher Filmemacher produzierte er zahlreiche Dokumentarfilme für Hochschulen, Schulen und Museen sowie für unterschiedliche Fernsehsender. Für seine elfteilige Dokumentationsreihe über Ostfriesland („Ostfriesland-Saga“) erhielt er 2011 das von der Ostfriesischen Landschaft vergebene „Ostfriesische Indigenat“, was einer ostfriesischen Ehrenbürgerschaft entspricht. In der volkskundlichen Dissertation „Kulturwissenschaftliches Filmen im Umbruch. Die Filmarbeit von Edmund Ballhaus“ (ISBN 978-3-8391-0616-7) nimmt der Autor Peter Gürge eine Analyse aller bis zum Jahr 2000 erschienenen Filme von Edmund Ballhaus vor.

## Buchveröffentlichungen
- 1985: Dorfentwicklung im Spiegel der Fotografie und im Bewusstsein der Bewohner am Beispiel Echte, ISBN 3-7625-2361-4
- 1986: Abschied vom alten Dorf, ISBN 3-7625-2409-2
- 1995: Der ethnographische Film, ISBN 3-496-02552-2
- 1997: Die Paragraphenreiter, ISBN 3-406-42014-1
- 2001: Kulturwissenschaft, Film und Öffentlichkeit, ISBN 3-89325-921-X
- 2013: Der Ostfriesen Wok, ISBN 978-3-86412-062-6
- 2013: Dokumentarfilm: Schulen – Projekte – Konzepte, (Herausgeber), ISBN 978-3-496-02864-2
- 2015: Die Ostfriesen Bühne, ISBN 978-3-86412-076-3
- 2018: Schiffe entstehen im Himmel, ISBN 978-3-8378-5036-9
- 2021: Das Gespür für Wasser: Geschichten zwischen Moor und Meer, ISBN  978-3837850413

## Filmografie (Auswahl)
- 1986: Saline Luisenhall, Göttingen – Arbeitsalltag in einer Siedepfannensaline
- 1991: Scherbenlese im Grenzgebiet
- 1992: Löwe frisst Gams
- 1993: Wo noch der Herrgott gilt
- 1996: Über der Kohle wohnt der Mensch
- 1996: Ach wär ich doch ein Junggesell` geblieben
- 2001: Serbski son (sich sorbisch trauen)
- 2002: Zum Nachbarn übers Große Meer. Geschichten vom Eis
- 2003: Rosarot und Bitterblau. Geschichten vom Jahrmarkt
- 2006: Fenster zum Moor. Geschichten aus dem Niemandsland
- 2007: Letzte Ausfahrt Logger
- 2008: Wege über den Fluss